# Martin Su Yao-wen
Martin Su Yao-wen (chinesisch 蘇耀文 Sū Yàowén; * 9. November 1959 in Kaohsiung) ist ein taiwanischer Priester und Bischof von Taichung.

## Leben
Martin Su Yao-wen empfing am 8. Juni 1989 die Priesterweihe. Papst Benedikt XVI. ernannte ihn am 25. Juni 2007 zum Bischof von Taichung.
Der Altbischof von Taichung, Joseph Wang Yu-jung, spendete ihm am 25. September desselben Jahres die Bischofsweihe; Mitkonsekratoren waren James Liu Tan-kuei, emeritierter Bischof von Hsinchu, und Peter Liu Cheng-chung, Erzbischof ad personam von Kaohsiung. 